# Марцелова
Марцелова (слч. Marcelová, мађ. Marcelháza) насељено је мјесто са административним статусом сеоске општине (слч. obec) у округу Коморан, у Њитранском крају, Словачка Република.

## Становништво
| Година:    | 1994. | 2004.   | 2014.   | 2024.   |
| ---------- | ----- | ------- | ------- | ------- |
| Број људи: | 3773  | 3836    | 3764    | 3794    |
| Разлика:   |       | +1,66 % | -1,87 % | +0,79 % |

| Година:    | 2023. | 2024.   |
| ---------- | ----- | ------- |
| Број људи: | 3802  | 3794    |
| Разлика:   |       | -0,21 % |

Према подацима о броју становника из 2011. године насеље је имало 3.740 становника.